# Stanislovas Šriūbėnas
Stanislovas Šriūbėnas (* 9. Oktober 1944 in Molykai, Rajon Ignalina, Litauische SSR) ist ein litauischer Politiker, stellvertretender Bürgermeister von Vilnius und Vizeminister für Umwelt.

## Leben
Nach der Schule Mielagėnai leistete er von 1963 bis 1966 den Sowjetdienst und von 1966 bis 1970 arbeitete in dem Landwirtschaftsvorstand Ignalina. Von 1968 bis 1971 absolvierte er Vilniaus politechnikumas und wurde Automechaniker.
Von 1975 bis 1980 absolvierte er das Diplomstudium am Vilniaus inžinerinis statybos institutas.
Von 2011 bis 2012 war er Stellvertreter des Umweltministers.
Von 2000 bis 2011 war er Mitglied im Stadtrat Vilnius, von 2009 bis 2010 stellvertretender Bürgermeister von Vilnius.